# 다우니 (캘리포니아주)

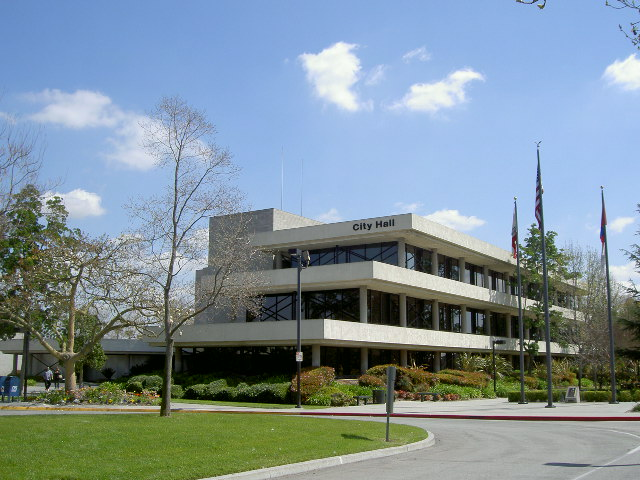
다우니 시티홀

다우니(영어: Downey)는 미국 캘리포니아주의 도시로, 2010년 인구 조사 당시 총 인구 수는 111,779명이다.
이 도시는 아폴로 계획이 탄생한 지역이다.

## 인구
| 인구조사              | 인구    | Note  | %±    |
| --------------------- | ------- | ----- | ----- |
| 1960년                | 82,505  |       | —     |
| 1970년                | 88,573  |       | 7.4%  |
| 1980년                | 82,602  |       | −6.7% |
| 1990년                | 91,444  |       | 10.7% |
| 2000년                | 107,323 |       | 17.4% |
| 2010년                | 111,772 |       | 4.1%  |
| 2019 (추산)           | 111,126 | [ 1 ] | −0.6% |
| U.S. Decennial Census |         |       |       |